# たれぱんだ
たれぱんだとは、末政ひかるによってデザインされた、サンエックスのキャラクターである。

## 概要
1995年（平成7年）11月にシールとして発売されたのが初出。1998年（平成10年）に文房具など様々なキャラクターグッズが発売されたことで人気が出て、様々な設定をユーモアあふれる筆致で紹介した絵本も出版されるまでに至った。
人気のピークは1999年（平成11年）で、一種の社会現象としてワイドショーにまで取り上げられたほどだった。1999年〜2000年（平成12年）の2年間で700億円を売り上げた。また、名古屋や神戸・博多・池袋など全国の数店舗に「たれぱんだや」というグッズ専門店もあった。
しかし2003年（平成15年）にリラックマが登場すると、サンエックスキャラクターのシンボルをそれに取って代わられ、たれぱんだの人気は低下したが、ブームが沈静化した現在も根強いファンがいる。
2008年（平成20年）現在、若干小さく目の周りのくまが無い「ちびたれ」というキャラクターを加えてグッズ展開されている。

## 設定
その名前のとおり、様々な要素、例えば容貌、行動、性格などが「垂れた」、パンダのような生物として設定されている。後述の絵本によると、毛も生えておらず、パンダ様の全身の柄は実は表皮であり、いわゆる哺乳類とはかなり異質な生物とされている。通常のジャイアントパンダと異なり、尾は黒い。
体長は成体で5cm～3mと個体差が大きい。性別にはオス、メス、その中間があるが、分裂して増えるという噂もある。たれぐあいから、宇宙からの飛来物という仮説も。感触はさわるとやわらかく、ほのかにあたたかい。意外としっとり。好物はすあま。すあまをビンに入れて罠を作って捕獲できる。時速2.75m/hで転がるとされる。
顔のパーツは目と鼻、耳しか目視で確認が出来ない。口の位置、大きさなど公式設定でも明らかにされていない。

## 書籍

### 絵本
- たれぱんだ kyoumo yoku tareteimasu.（末政ひかる、小学館、1999年6月、ISBN 4096812110）
  - 発売2か月で30万部のベストセラーとなった。
- たれごよみ nengara nenju tareteimasu.（末政ひかる、小学館、1999年9月、ISBN 4096812129）
- たれづくし たれぱんだふぁんぶっく（末政ひかる、小学館、2000年3月、ISBN 4096812137）
- たれゆくままに（末政ひかる、小学館、2001年4月、ISBN 4096812145）

### シールブック
- たれぱんだしーる（末政ひかる、小学館、2000年3月、ISBN 4097343513）

## 映像作品

### VHS
- たれぱんだ（バンダイビジュアル、2000年7月25日）

### DVD
- たれぱんだ（バンダイビジュアル、2000年8月25日）

## ソフトウェア

### Windows
- たれぱん打（インターチャネル、2001年6月29日）※タイピング練習ソフト
- たれつづり（インターチャネル、2001年11月22日）※はがき作成ソフト
- たれぱんだといっしょ（フォーティファイブ、1999年4月16日）※デスクトップアクセサリ
- たれぱんだといっしょ2（フォーティファイブ、1999年8月10日）※デスクトップアクセサリ
- たれぱんだといっしょ3（フォーティファイブ、2000年4月28日）※デスクトップアクセサリ
- たれぱんだといっしょ つめあわせ（フォーティファイブ、2002年2月8日）※たれぱんだといっしょ1、2、3のセット）

### 家庭用ゲーム
- たれぱんだのぐんぺい（バンダイ、ワンダースワン、1999年12月9日）
- たれぱんだ（バンダイ、スーパーノートクラブ、2000年）
- たれごろ -たれぱんだのいる日常-（バンダイ、PlayStation、2000年8月31日）